# Manuel Urbano da Encarnação
Manuel Urbano da Encarnação (ᵖᵒˢˢᶦᵛᵉˡᵐᵉⁿᵗᵉ ᵉᵐ Região de Manacapuru, 1805 — Manaus, 12 de junho de 1897) foi um prático de embarcações residente na Província do Amazonas, que participou ativamente de incursões de reconhecimento dos Altos Rios, destacadamente o rio Purus. Seu papel como guia de viajantes, tanto nacionais como estrangeiros, ganhou destaque em relatos de viagem e diversos documentos oficiais. 
Foi um dos  primeiros navegadores dos rios Acre, Purus e mais tarde Juruá. A ocupação das terras acrianas por brasileiros teve início em 1861, quando Manuel Urbano da Encarnação penetrou na bacia do rio Acre, viajando por vinte dias até a nascente.           
Em 1874, Manuel Urbano fundou o povoado de Canutama, hoje município do Amazonas, e recebeu a patente de tenente-coronel do governo brasileiro, por ser responsável pelos índios paraná-pixunas. Não se sabe ao certo com que idade faleceu Manoel Urbano, posto que até hoje não existem registros empíricos sobre sua data de nascimento. Todavia, sabe-se que morreu com mais de noventa anos em 1897, vítima de varíola, pouco tempo depois de ser agraciado com uma pensão vitalícia pelo presidente do Estado do Amazonas, Eduardo Gonçalves Ribeiro, por seus serviços como sertanista.